# Programmation automatique des formules
Le langage PAF (Programmation Automatique des Formules) a été développé par Dimitri Starynkévitch à la SEA (en France) en 1957-1959. Il ressemblait un peu au Fortran ou au BASIC (apparu plus tard) et faisait partie de la CAB500 (Calculatrice Automatique Binaire), un ordinateur à mémoire à tambour magnétique.

## Descriptif
Le PAF permettait une utilisation interactive, avec un terminal Flexowriter, une sorte de télétype. Il offrait des mots-clés CALCULER, FAIRE, ALLER EN, SI et offrait un système de complétion automatique des mots-clés, avec des variables à une seule lettre. Les expressions étaient fournies dans une syntaxe infixe proche de celles de Fortran. La compilation du programme (en langage machine) était interactive (ligne à ligne).

## Exemple d'un programme en PAF
Pour la résolution d'une équation du second degré :

PAF
D=B2-4AC
X=(-B+VD)/2A
Y=(-B-VD)/2A
10 POSER A=1
20 POSER B=2
30 POSER C=3
40 CALCULER D
50 SI D<0 ALLER EN 100
60 SI D=0 ALLER EN 120
70 CALCULER X,Y
80 IMPRIMER AVEC 3 DEC RC 'LES RACINES SONT :' X Y
90 ALLER EN 140
100 IMPRIMER 'IL N'Y A PAS DE SOLUTION'
110 ALLER EN 140
120 CALCULER X
130 IMPRIMER AVEC 3 DEC RC 'LA RACINE DOUBLE EST :' X
140 FIN ALLER EN 10